# ماسيلو
ماسيلو؛ هي كومونا (بلدية) في مدينة تورينو الحضرية في المنطقة الإيطالية بيدمونت، وتبعد حوالي 50 كلم من غرب تورينو، في فالي جيرماناسكا.
تقع بلدية ماسيلو على حدود البلديات التالية: براجيلاتو ورور وفينيستريل وبيريرو وسالزا دي بينيرولو.